# Ted Johansson
Ted Johansson, född 17 juni 1978, är en svensk serietecknare och illustratör från Örkelljunga, numera bosatt i Eslöv. Bamsetecknare sedan 2005. Johansson startade sin firma Wanted Design 2007.

## Biografi
Ted Johansson har gått på Serietecknarskolan i Hofors och Filmanimationskursen på Fellingsbro folkhögskola. På den senare hade Johansson Kenneth Hamberg som animationslärare. Hamberg, som är skaparen av stenålderspojken Goliat (tecknad serie), och som tecknat serier för Bamse i många år, uppmanade Ted Johansson att söka till Bamse.
Ted Johanssons stora förebild är den amerikanske Kalle Anka-tecknaren Don Rosa som han träffat flera gånger.
Ted Johansson är medlem i Nationella Ankistförbundet i Sverige (kvack), förkortat NAFS(k).